# 水谷誠
水谷 誠（みずたに まこと、1951年2月23日 - ）は、日本のキリスト教神学者、同志社大学神学部教授。学校法人同志社理事長など歴任。
フリードリヒ・シュライアマハーをおもな対象として、18世紀から19世紀にかけてのドイツ語圏のプロテスタント・キリスト教神学を研究し、また、日本におけるキリスト教の受容についても検討している。また、2006年に設立された日本シュライアマハー協会の事務局を担った。
2019年に注目された深井智朗の研究不正行為に関連して、深井の著作における資料の取り扱いにいち早く2010年の段階で問題を指摘していた研究者でもある。

## 経歴
京都府生まれ。
1974年に同志社大学神学部を卒業して、大学院神学研究科組織神学専攻に進み、1977年に修士課程に相当する博士課程（前期課程）を修了、神学修士を取得した。歴史神学専攻に転じて博士課程（後期課程）に1980年まで在籍して中退した。
1980年10月から1982年7月にかけては、クリスティアン・アルブレヒト大学キールに留学して、研修した。
1986年に同志社大学神学部嘱託講師となり、1987年からは平安女学院短期大学非常勤講師を務めた。
1991年に同志社大学神学部専任講師となり、1994年に助教授、2000年に教授へと昇任し、1998年から大学院所属ともなった。2007年から2009年にかけてはキリスト教文化センター所長を務め、2009年に神学部長、神学研究科長、学校法人同志社理事となった。2013年には、学校法人同志社の理事長に就任した。
2016年に発生した同志社大学ごみ無許可収集事件には学校法人理事長として対処にあたり、2017年4月には「再発防止の制度整備に道筋がついた」として理事長職を退任した。